# Águas da Prata
Águas da Prata is een gemeente in de Braziliaanse deelstaat São Paulo. De gemeente telt 7.734 inwoners (schatting 2009).

## Aangrenzende gemeenten
De gemeente grenst aan São João da Boa Vista, São Sebastião da Grama, Vargem Grande do Sul, Andradas (MG) en Poços de Caldas (MG).